# Míster Danger
Míster Danger (en español, Señor Peligro) es un personaje ficticio de la novela Doña Bárbara, escrita por el novelista y expresidente venezolano Rómulo Gallegos. Las dos formas del nombre aparecen en la novela, aunque «Mr. Danger» es la más frecuente. Se utiliza Señor Danger y Mr. Danger comúnmente en las publicaciones de la novela en la lengua inglesa para diferenciar entre ambos nombres.

## Míster Danger en la novela
En la novela, Mr. Danger o Guillermo Danger es un empresario estadounidense proveniente de Alaska de ascendencia danesa e irlandesa que reside sobre todo en los llanos de Venezuela. A su llegada al llano apureño, Míster Danger se alía con la muy temida Doña Bárbara, quien es una figura malévola, muy temida por su gran alcance y quien da título a la novela. La reputación de Doña Bárbara proviene de sus muy conocidas infamias para adueñarse de las tierras comprendidas en el cajón del Arauca apureño, y por su divulgada fama de practicar la magia negra. Míster Danger y ella se encargan de estafar y de robar ganado a expensas de las tierras semi-abandonadas del Hato Altamira. 
El protagonista de la novela, Santos Luzardo, es un abogado llanero que estudió leyes y se educó en Caracas, y también el dueño de Altamira. Después de conocer la situación caótica del hato, regresa a Altamira, que bajo su propiedad ha sido administrado por mayordomos corruptos, siendo el último de estos Balbino Paiba, otro bribón a la orden de Doña Bárbara. Santos Luzardo se empeñará en atacar la barbarie reinante con una visión civilizadora, y atacará de frente los oscuros intereses de Mr. Danger.

## En la cultura popular
Te metiste conmigo, pajarito, ¿no? [...] Tú no sabes mucho de historia; tú no sabes mucho de nada, ¿sabes? Una gran ignorancia es la que tú tienes; eres un ignorante, Mr. Danger; eres un burro, Mr. Danger, o para decírtelo más bien en mi mal inglés, mi bad english: you are a donkey, Mr. Danger. Me refiero, ustedes saben, para decirlo con todas sus letras, a Mr. George W. Bush; you are a donkey, Mr. Bush.

Te voy a decir algo, Mr. Danger: tú eres un cobarde, ¿sabes? ¿Por qué no te vas a Irak a comandar tus fuerzas armadas? Es muy fácil comandarlas desde lejos. Si algún día se te va a ocurrir la locura de invadir Venezuela, te espero en esta sabana, Mr. Danger; come on here, Mr. Danger, cobarde, asesino, genocida... eres un genocida; eres un alcohólico, Mr. Danger, es decir, eres un borracho, Mr. Danger; eres un inmoral, Mr. Danger; eres de lo peor, Mr. Danger —¿cómo se dice «de lo peor» en inglés?—; you are the last. Lo peor que ha habido en este planeta —de lo peorsito que ha habido— se llama George W. Bush; Dios libre al mundo de esta amenaza, porque es un asesino, un enfermizo, un hombre enfermo...
Hugo Chávez en una finca en los Llanos venezolanos, 2006

- La banda Ministry tiene una canción titulada "Señor Peligro" en su álbum Rio Grande Blood, que parece referir a las referencias de Hugo Chávez al Sr. Danger.
- El grupo colombiano Doctor Krápula tiene una canción titulada "Mister Danger" en su álbum "Sagrado Corazón", en clara referencia al ex presidente de Estados Unidos, George W. Bush.
- La banda de Puerto Rico, La Muza, tiene una canción llamada "Mr. Danger", en la cual se escuchan claramente las palabras de Chávez.